# Стъпки в огъня
„Стъпки в огъня“ е първият български документален 3D филм, режисьори са Андрей Хадживасилев и Мелоди Гилбърт.

## За филма
Първият български документален филм в 3D ще ви направи свидетели на един от най-българските обичаи – нестинарството, идващо от малкото село Българи, разположено в Странджа планина. Филм за тайнство, разпънато между свещено и езическо, запазено през вековете.
Автентичните нестинари играят своя танц в жаравата само един път в годината, вечерта на 3 юни (Св. Константин и Елена по стар стил). Затова изживяването на този филм в 3D го прави още по-уникален. Ще имате възможността да сте там 365 дни в годината. „Стъпки в огъня – 3D“ ще изненада зрителите освен със своята триизмерна перспектива, така и с интересното сътрудничество на българския режисьор Андрей Хадживасилев и американката документалист Melody Gilbert.
Важно е да се знае, че нестинарството е много повече от „танц“ в огъня. Това е двудневен ритуал, изпълнен с множество обреди от сутрин до вечер, за които повечето хора не знаят. От лентата на режисьорите Андрей Хадживасилев и Мелъди Гилбърт ще може да научите още за най-видната нестинарка – баба Злата, за хората и нравите в малкото село Българи, сгушено в полите на Странджа планина.
Филмът е реализиран изцяло от екипа на филмово студио „Ривайв Вижън“, с любезното съдействие и подкрепа на Община Царево и TechnoRental BG.
Очаквани първи прожекции на филма в RealD 3D, Dolby Digital 3D & 2D през 2015 г. За повече информация следете секция Новини.